# Pesto
Pesto (tiếng Ý: [ˈpesto], tiếng Liguria: [ˈpestu]) được bắt nguồn từ pesto alla genovese (phát âm tiếng Ý: [ˈpesto alla dʒenoˈveːze; -eːse]) là một loại sốt có nguồn gốc từ Genova, thủ phủ của Liguria, Italy.
Món này theo truyền thống gồm có tỏi nghiền, hạt thông châu Âu, muối thô, lá húng tây, pho mát cứng như Parmigiano-Reggiano (còn được biết đến với tên gọi pho mát Parmesan) hay Pecorino Sardo (loại pho mát làm từ sữa cừu), tất cả được hòa quyện với dầu ô liu.

## Từ nguyên học
Tên gọi bắt nguồn là phân từ quá khứ của động từ pestâ trong tiếng địa phương vùng Genova (tiếng Ý: pestare), có nghĩa là "đập", "nghiền nát", liên quan đến cách thức sơ chế nguyên liệu ban đầu: theo truyền thống, các thành phần được "nghiền nát" hoặc nghiền trong một cối đá cẩm thạch thông qua một chuyển động tròn của chày gỗ. Tên này cùng có nguồn gốc từ tiếng Latin, qua ngôn ngữ tiếng Pháp cổ, cũng hình thành danh từ trong tiếng Anh là pestle.
Nói một cách chính xác, pesto là một thuật ngữ chung cho bất cứ điều gì được thực hiện bằng cách đập; đó là lý do tại sao từ này được sử dụng cho một số món pesto ở Ý. Tuy nhiên, pesto alla genovese ("Món sốt Pesto vùng Genova") vẫn là pesto phổ biến nhất ở Ý và phần còn lại của thế giới.

## Lịch sử

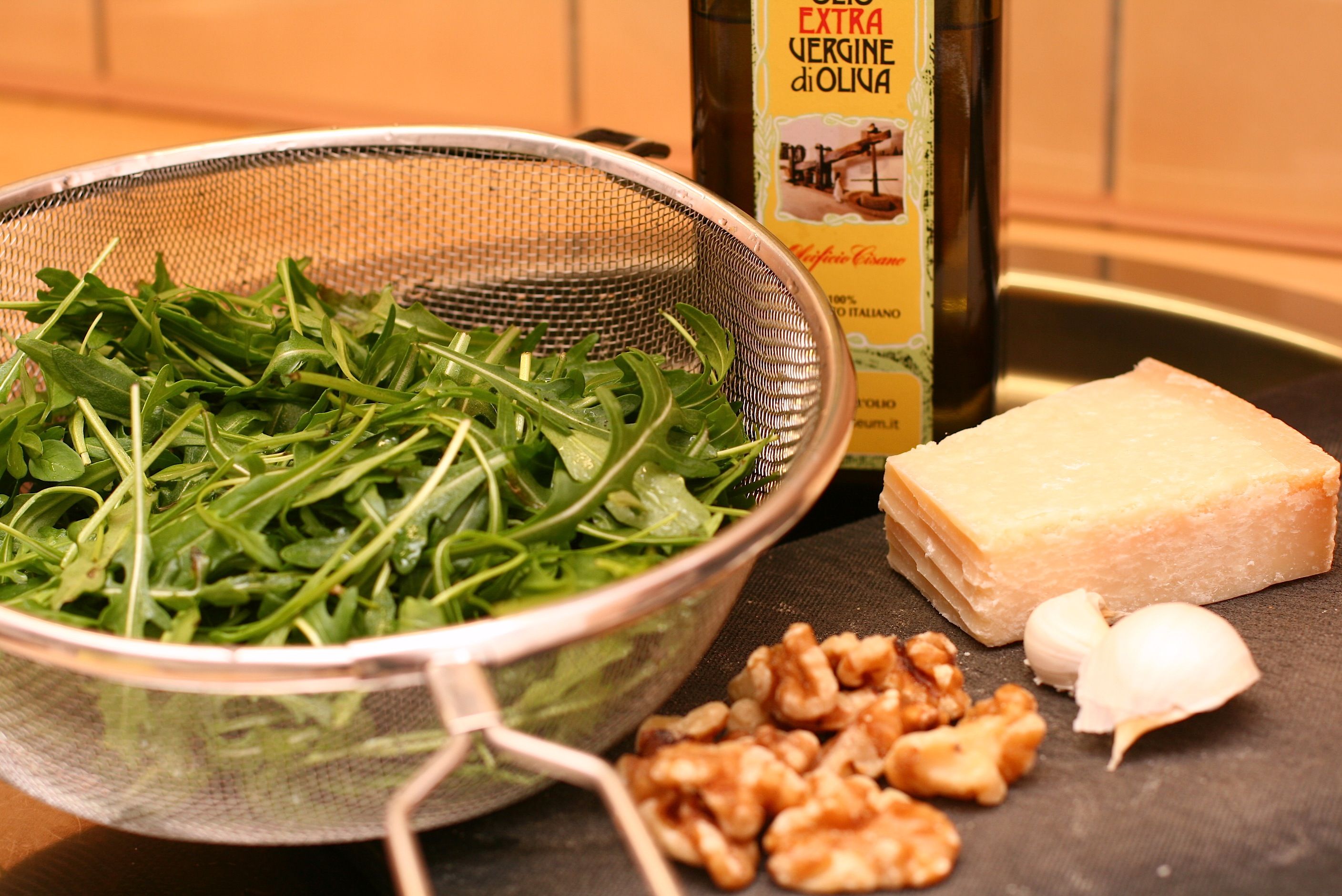
Nguyên liệu cho món pesto từ rau xà lách arugula, pho mát Parmesan, quả óc chó, tỏi, dầu ô liu

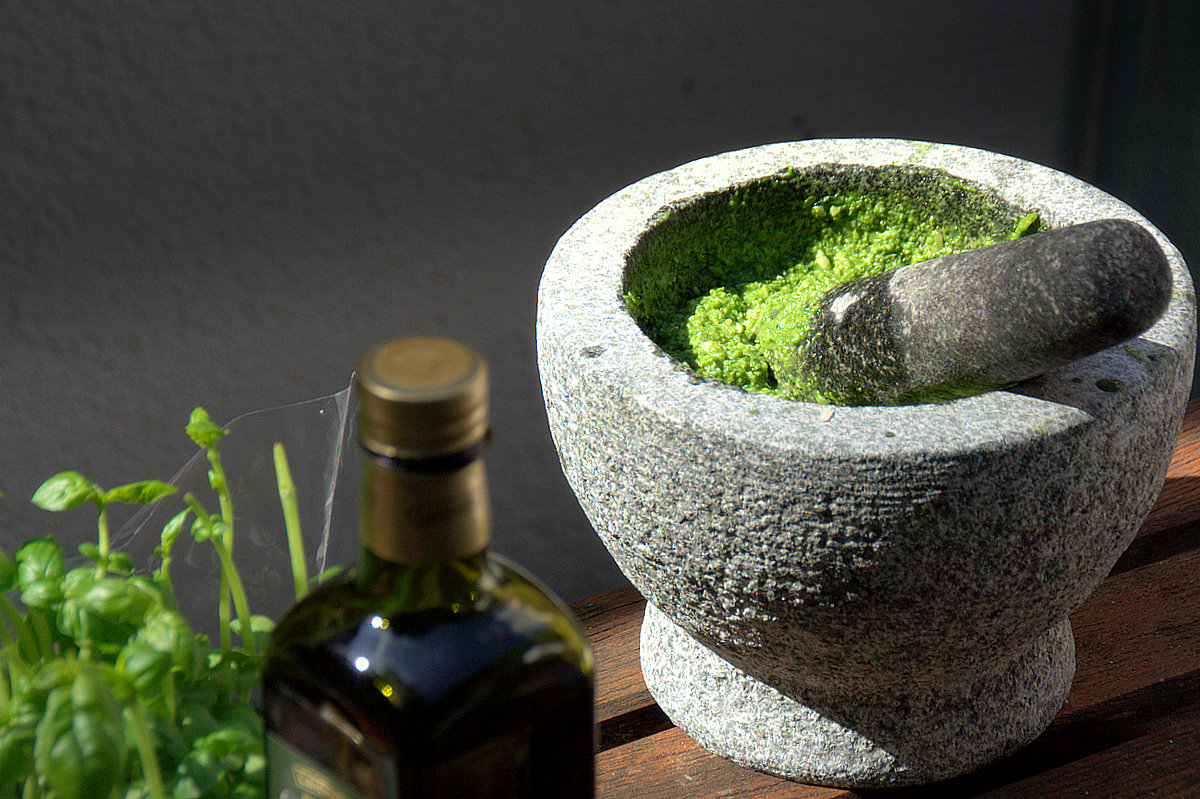
Pesto được trong cối đá

Pesto được cho khởi nguồn là hai loại thức ăn từ thời cổ đại, quay ngược lại từ xa xưa như thời La Mã. Người La Mã cổ đại thường ăn một loại bột nhão tương tự gọi là moretum, được làm bằng cách nghiền nát tỏi, muối, phô mai, thảo mộc, dầu ô liu và giấm với nhau. Việc sử dụng thứ bột nhão này trong ẩm thực La Mã được đề cập trong Phụ lục Vergiliana, một tập thơ cổ mà tác giả tập trung vào các chi tiết về công đoạn chuẩn bị món moretum. Trong thời trung cổ, một loại nước sốt phổ biến trong ẩm thực Genova là agliata, về cơ bản là một hỗn hợp tỏi và quả óc chó, vì tỏi là một thành phần chính trong dinh dưỡng của người Liguria, đặc biệt là cho những người thủy thủ.
Sự ra đời của lá húng Tây (basil), thành phần chính của loại sốt pesto thời nay, diễn ra trong thời kỳ gần đây và chỉ được ghi nhận lần đầu tiên vào giữa thế kỷ 19, khi nhà ẩm thực Giovanni Battista Ratto xuất bản cuốn sách La Cuciniera Genovese' vào năm 1863:
"Lấy một nhánh tỏi, lá húng Tây, hoặc khi thiếu thay bằng lá thơm marjoram và parsley, phô mai Hà Lan và Parmigiano nghiền và trộn chúng với hạt thông và nghiền nát tất cả trong một cối với một ít bơ cho đến khi trộn thành bột nhão. Sau đó hòa tan với loại dầu ngon và phong phú. Lasagne và Trofie được trộn với hỗn hợp này, làm lỏng hơn bằng cách thêm một chút nước nóng không muối.

Dù giống cây được bắt nguồn và được thuần hóa ở Ấn Độ, lá húng tây đã sinh trưởng mạnh mẽ nhất tại các vùng Liguria, Ý và Provence, Pháp. Lá mọc rất nhiều ở vùng này của Ý, mặc dù chỉ mọc khi đúng mùa, đó là lý do tại sao các loại lá thơm như marjoram, parsley được đề xuất như là lựa chọn thay thế khi thiếu lá húng Tây (basil). Ratto đề cập đến phô mai Hà Lan (formaggio olandese) thay vì Pecorino Sardo vì phô mai Bắc Âu thực sự phổ biến ở Genève vào thời điểm đó, nhờ các giao dịch thương mại kéo dài hàng thế kỷ của Genoa.
Công thức pesto alla genovese này đã được sửa đổi liên tục trong những năm tiếp theo (một sửa đổi được ghi nhận bởi Emanuele Rossi xảy ra vào năm 1865, chỉ một vài năm sau khi cuốn Cuciniera của Ratto) và nó nhanh chóng trở thành một yếu tố chính trong truyền thống ẩm thực của người Liguria, mỗi gia đình thường có công thức pesto riêng (với một chút khác biệt so với các thành phần truyền thống). Đây là lý do chính tại sao công thức làm món sốt pesto thường khác nhau.
Năm 1944, tờ The New York Times đã đề cập đến một món sốt pesto đóng hộp nhập khẩu. Năm 1946, tạp chí 'Sunset đã xuất bản một công thức pesto của Angelo Pellegrini. Pesto không trở nên phổ biến ở Bắc Mỹ cho đến những năm 1980 và 1990.

## Hình ảnh

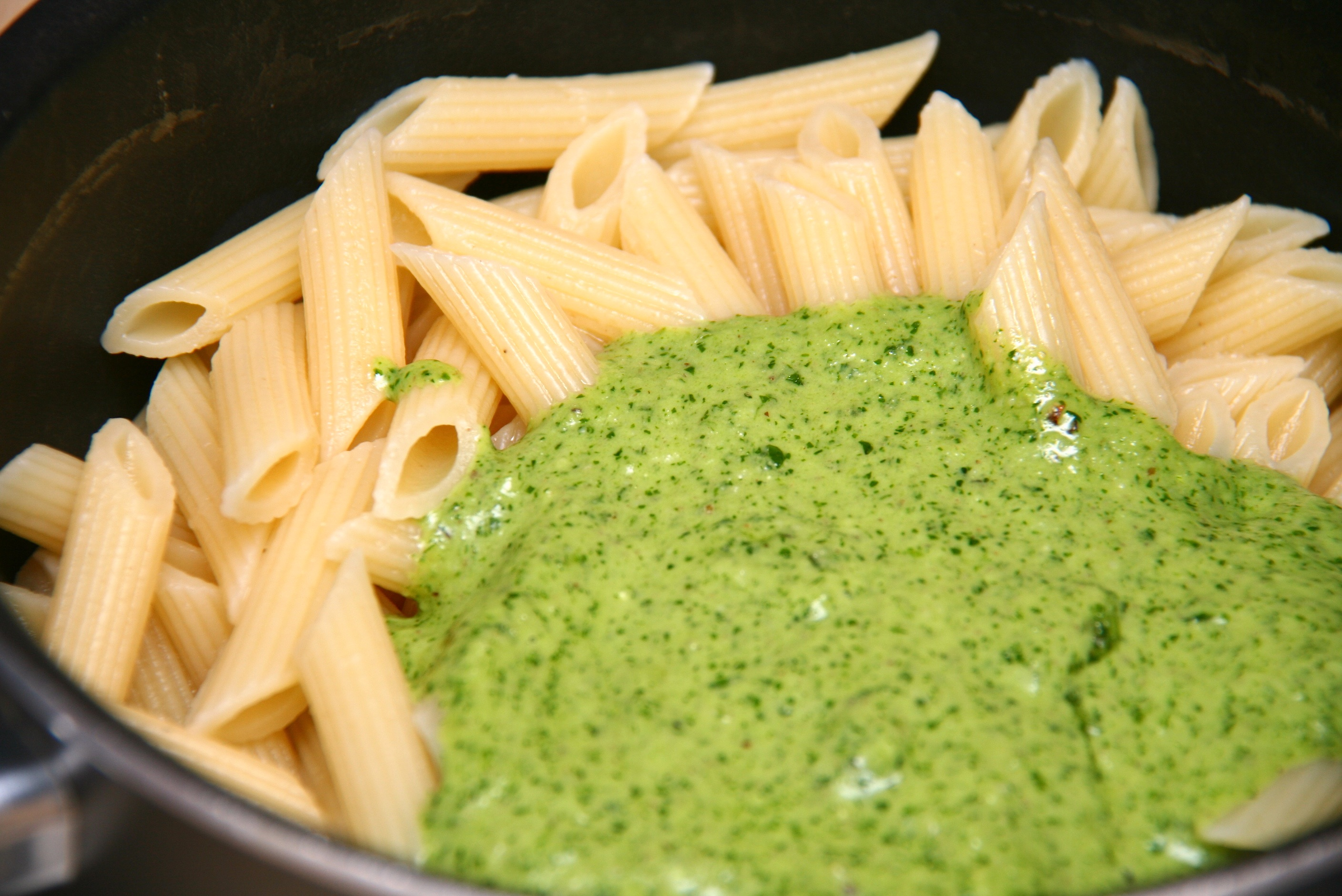
Món mì ống với sốt pesto từ lá parsley
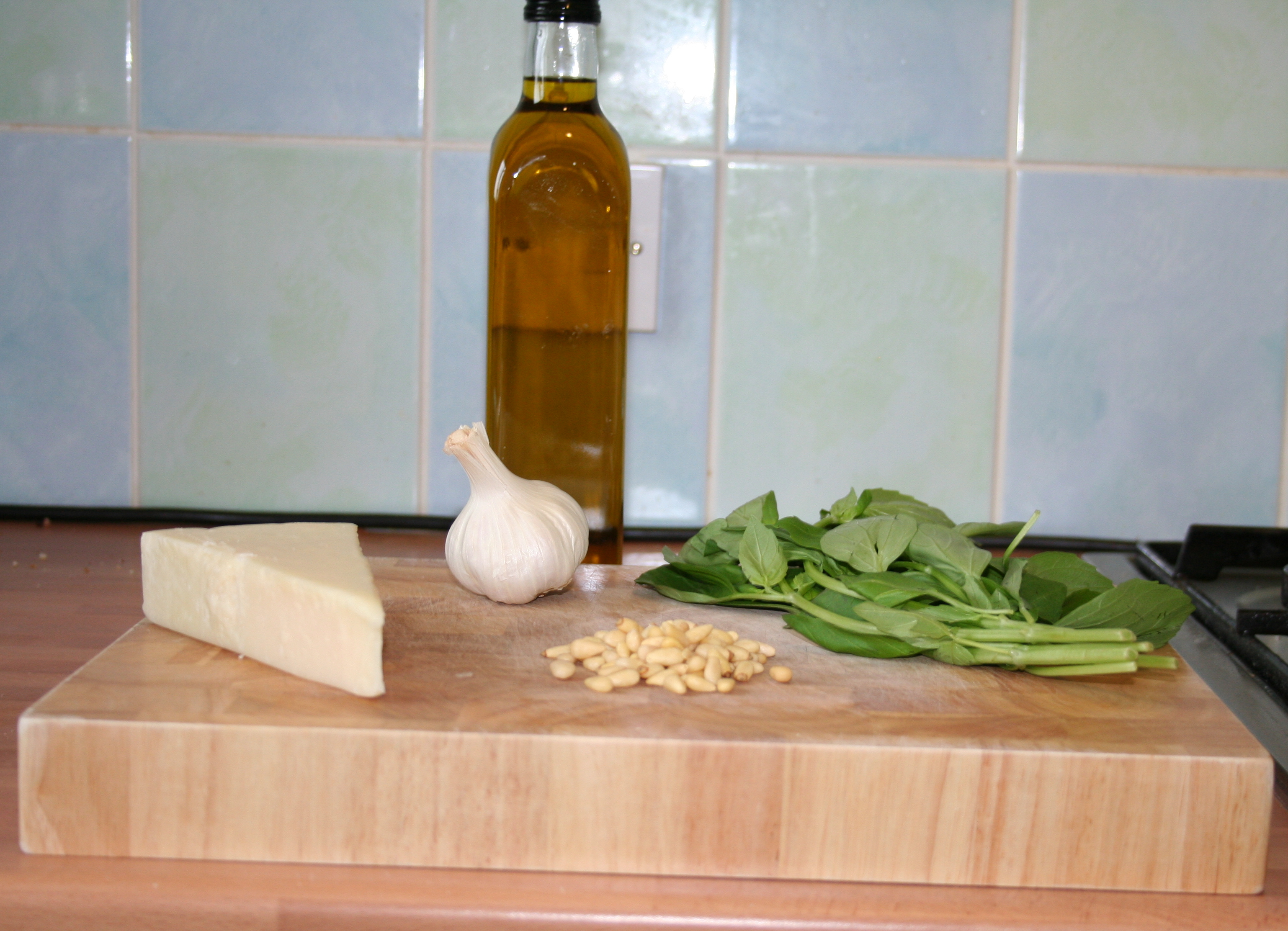
Các thành phần để làm xốt Pesto gồm pho mát pecorino, tỏi, dầu ô liu, hạt thông và lá húng tây.
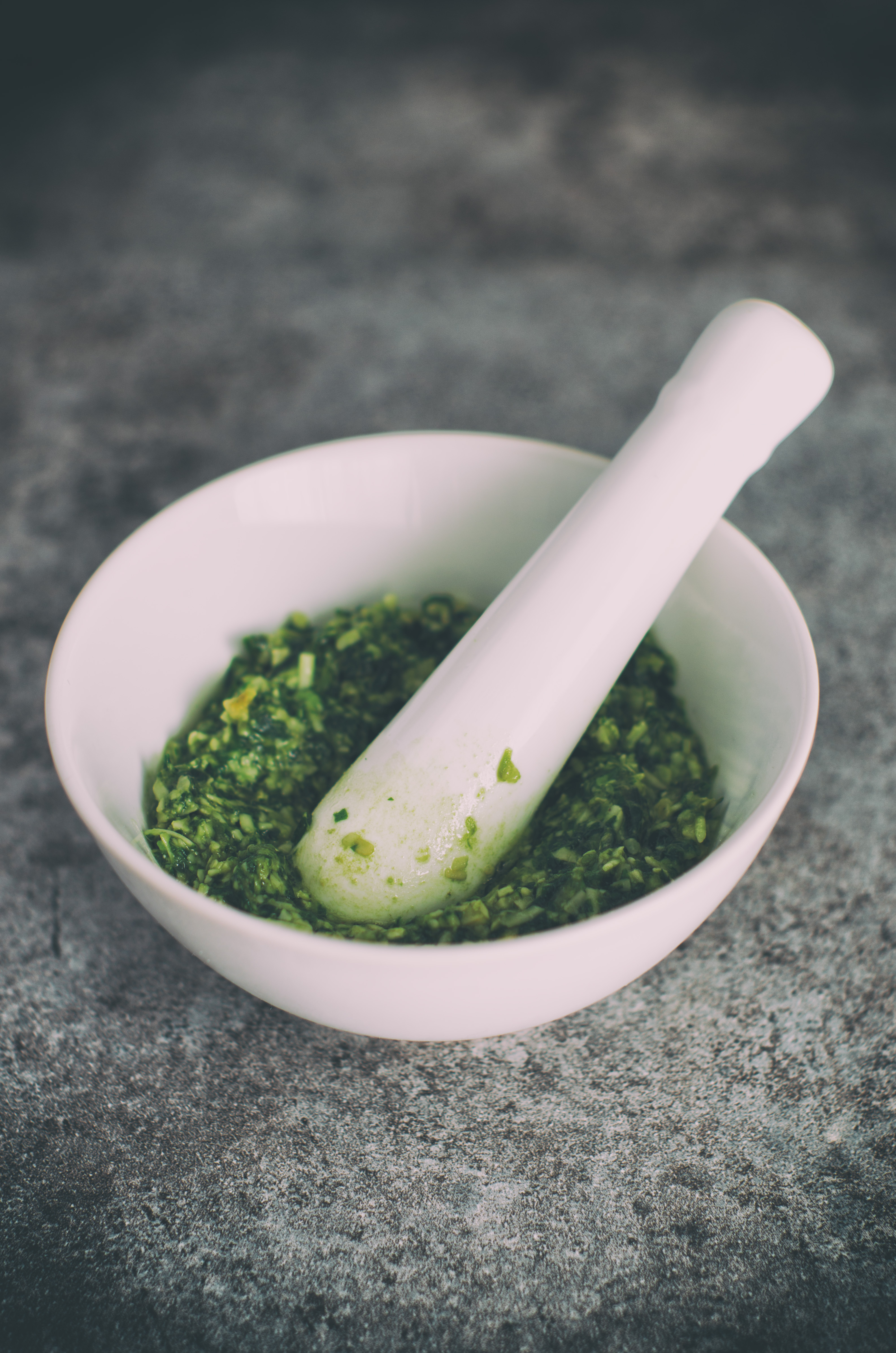
Pesto từ nghiền tại nhà
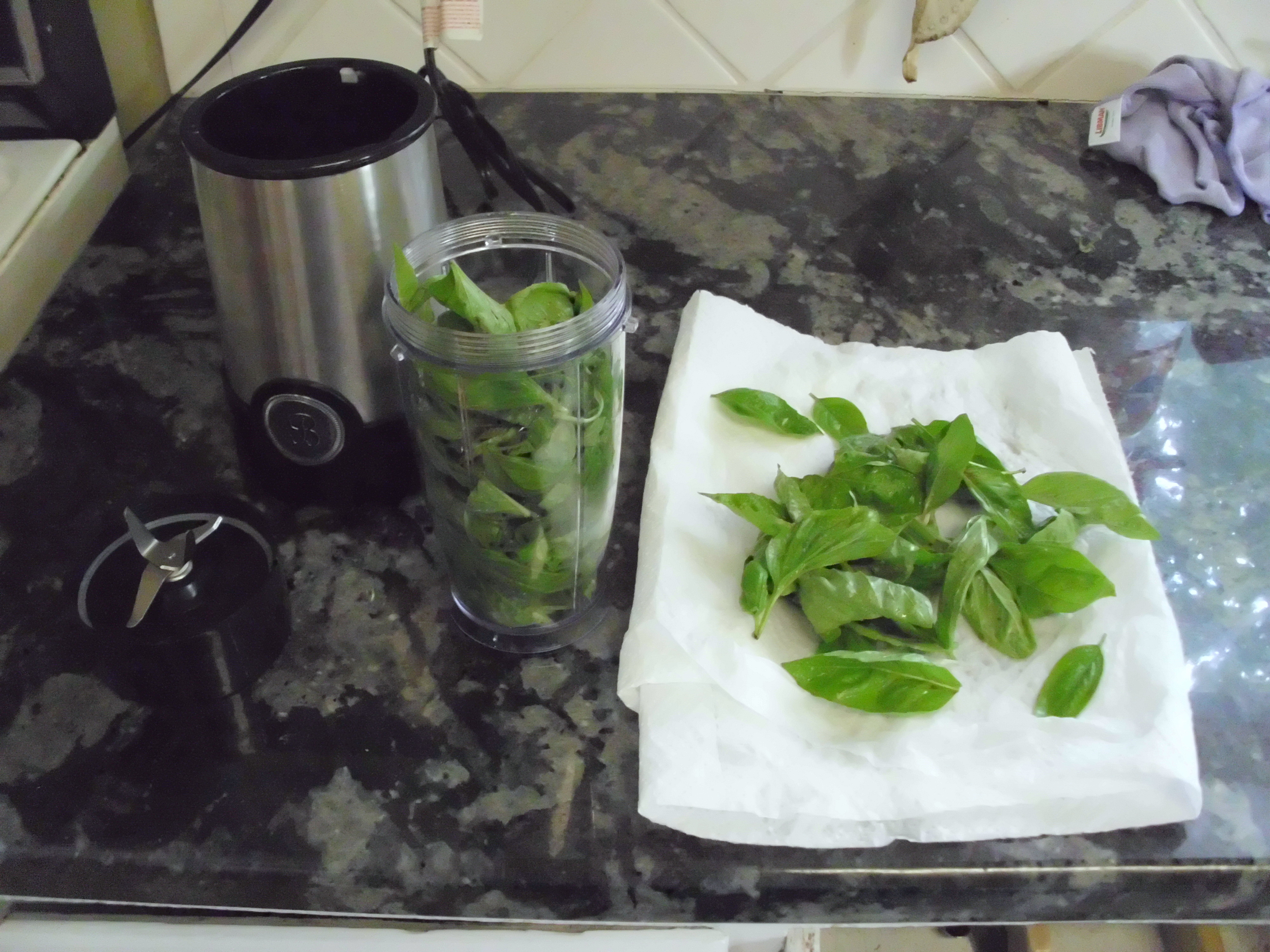
Lá húng tây và một máy xay sinh tố chế biến thực phẩm, để chuẩn bị làm pesto
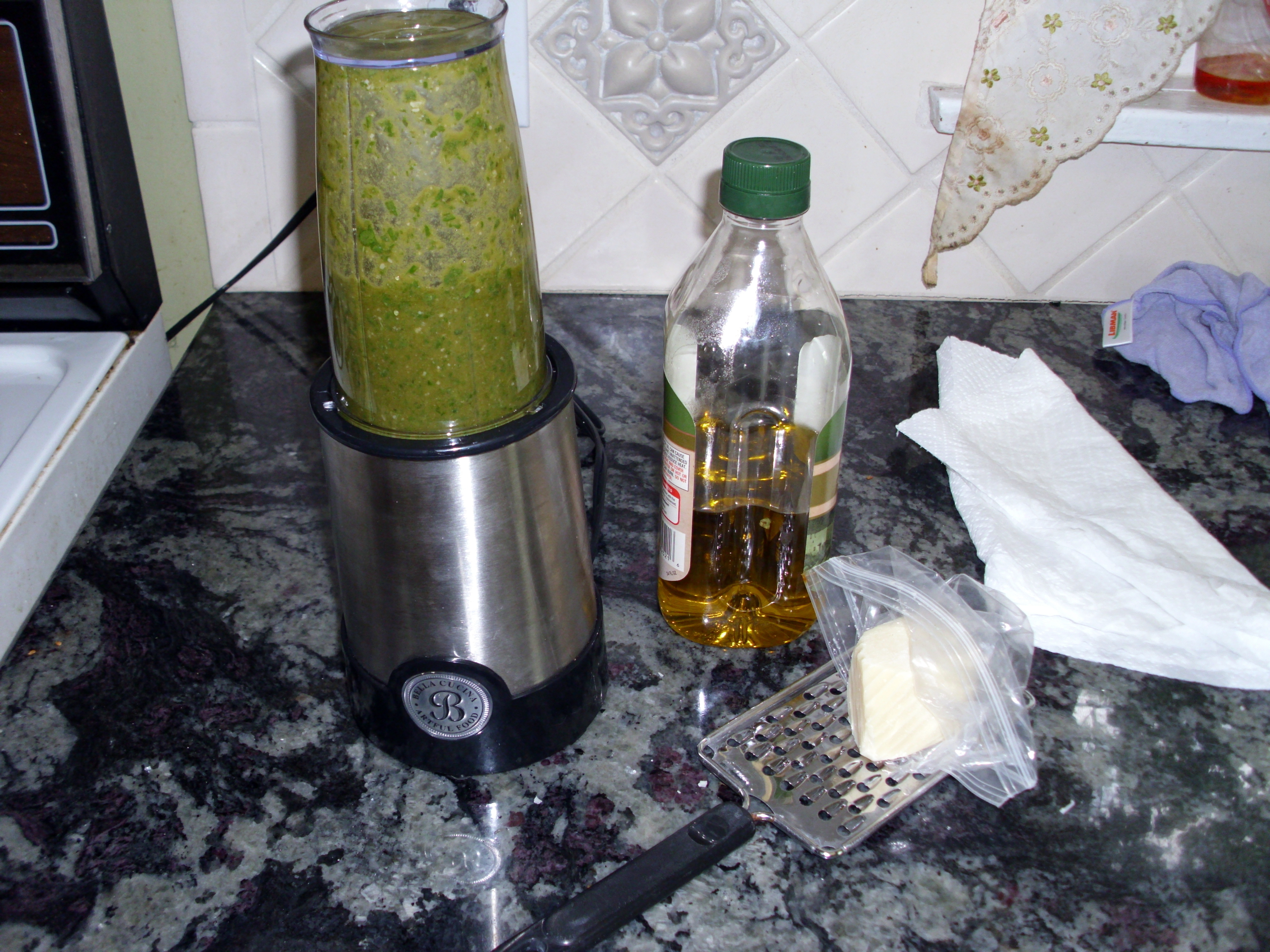
Lá húng tây, hạt thông, phô mai parmesan, tỏi và dầu ô liu đã được xay nhuyễn trong máy xay
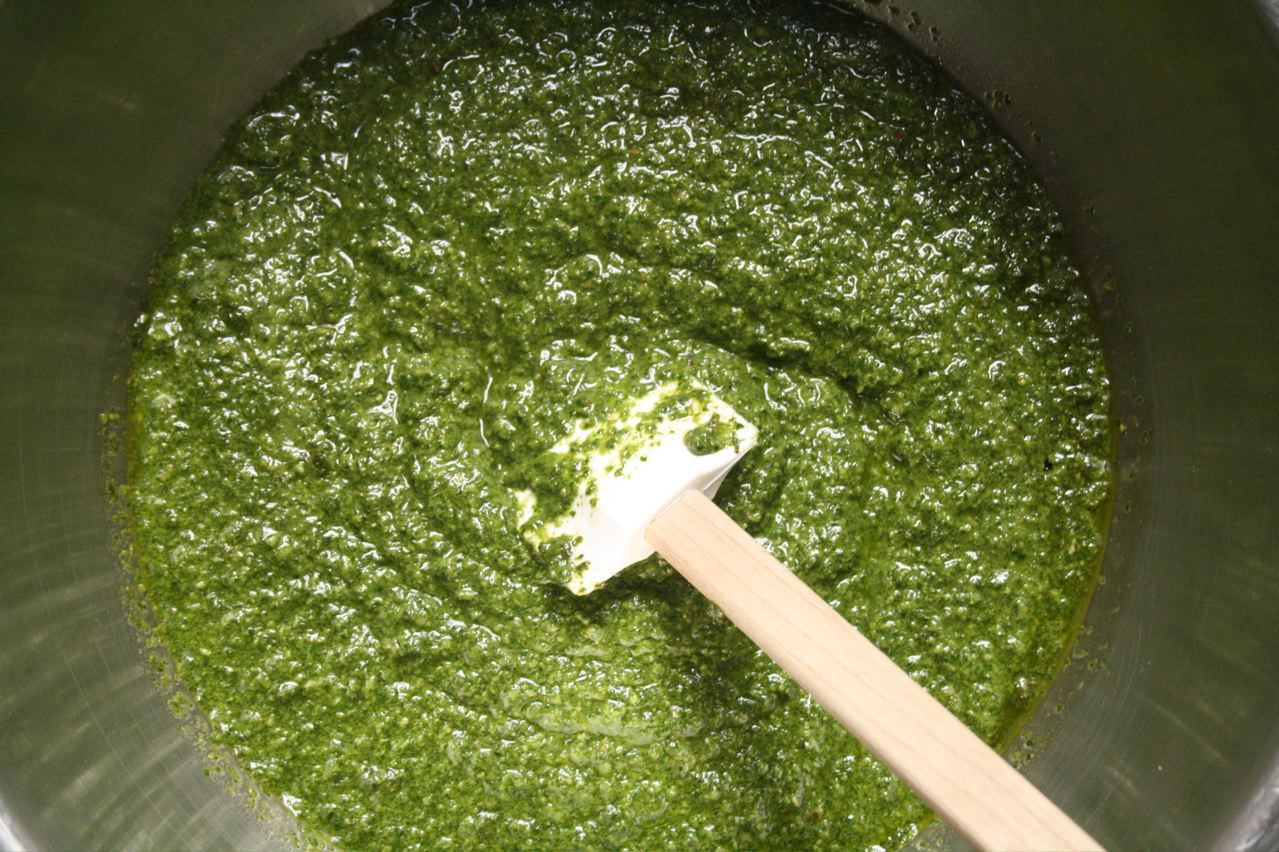
Pesto được chế biến và để đông đá dùng vào mùa đông
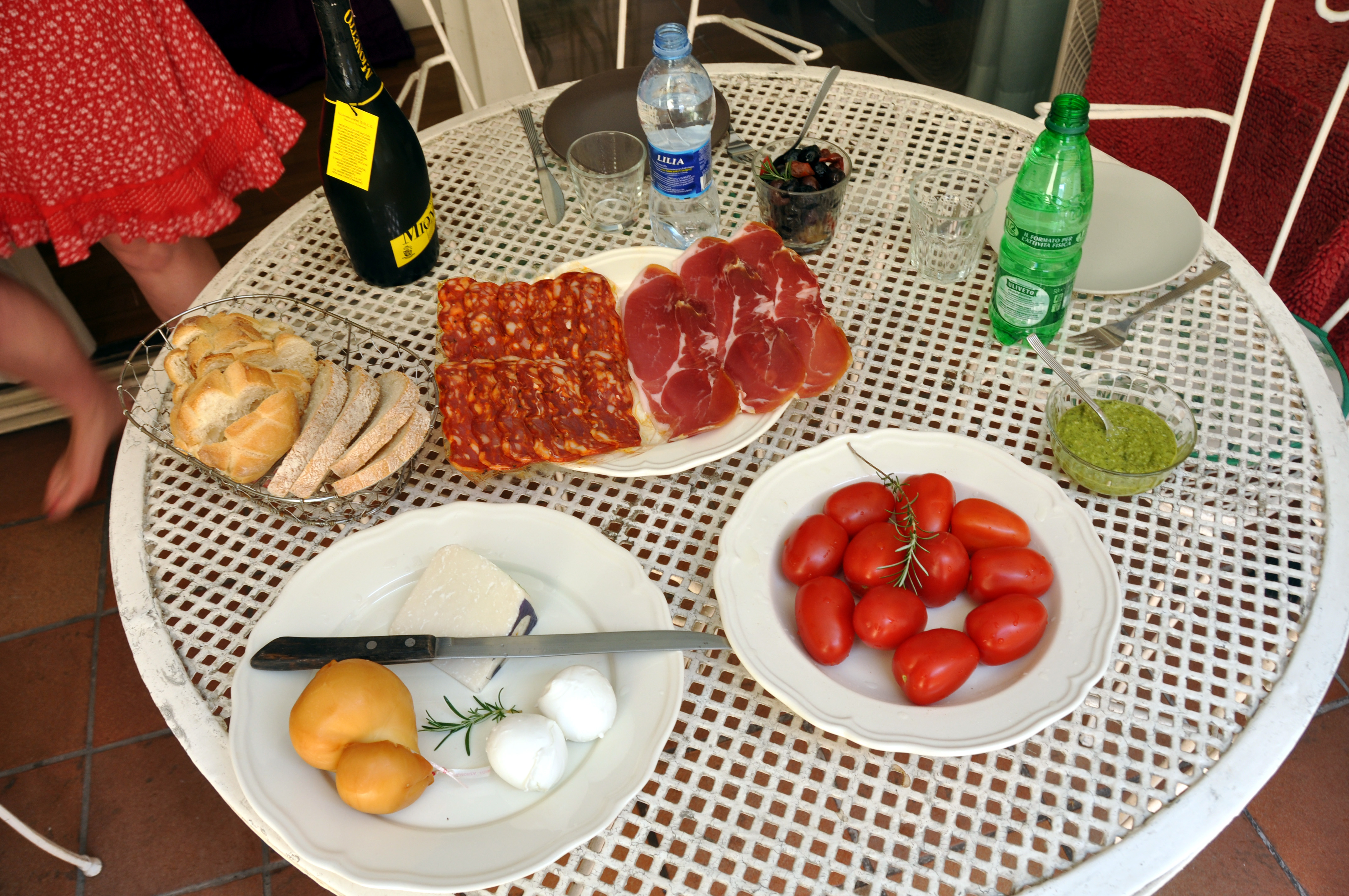
Bánh mì, phô mai, xúc xích, cà chua giăm bông, pesto và ô liu
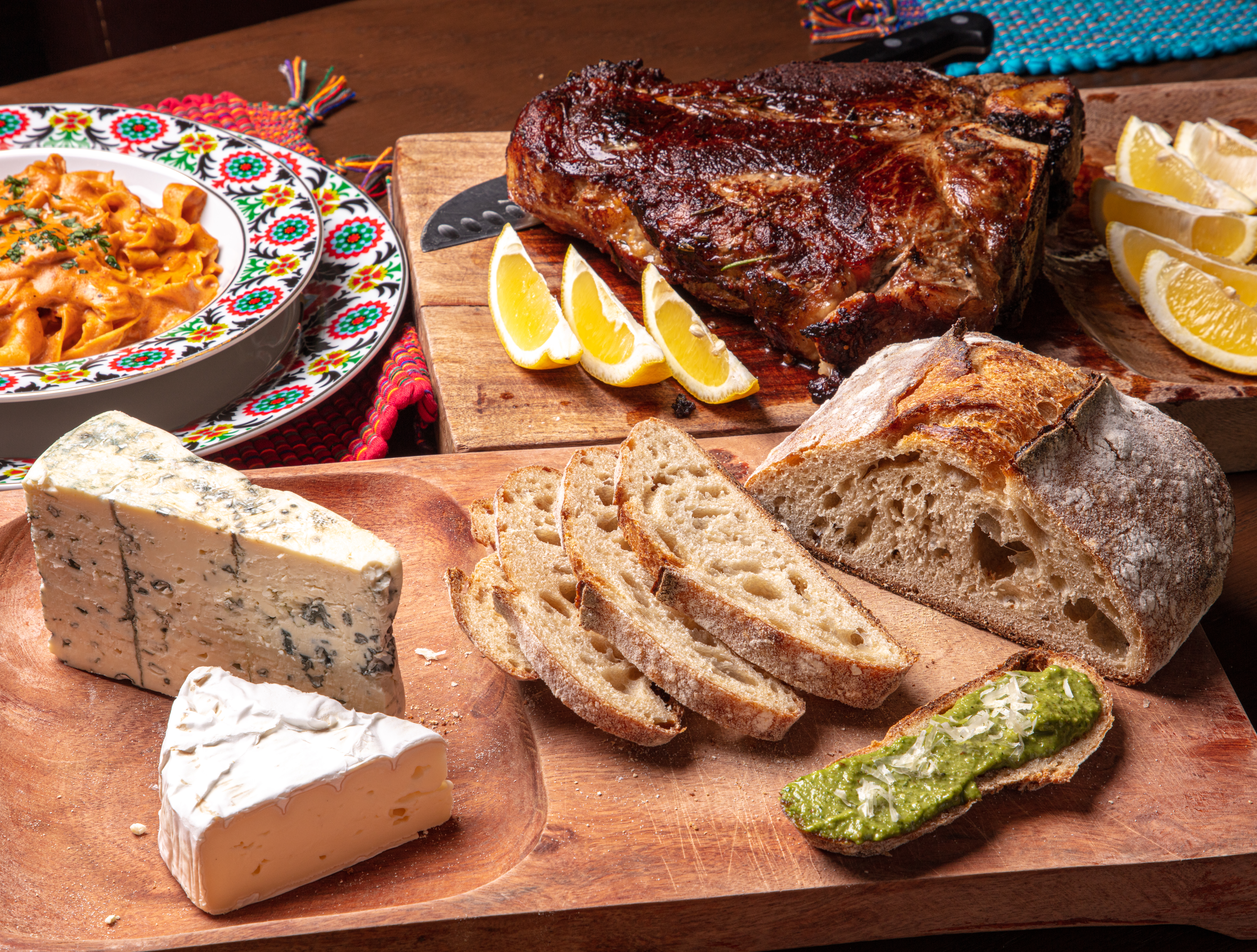
Bữa ăn ba món bao gồm bít tết Florentine, bánh mì làm từ bột chua, mì ống, pesto và phô mai
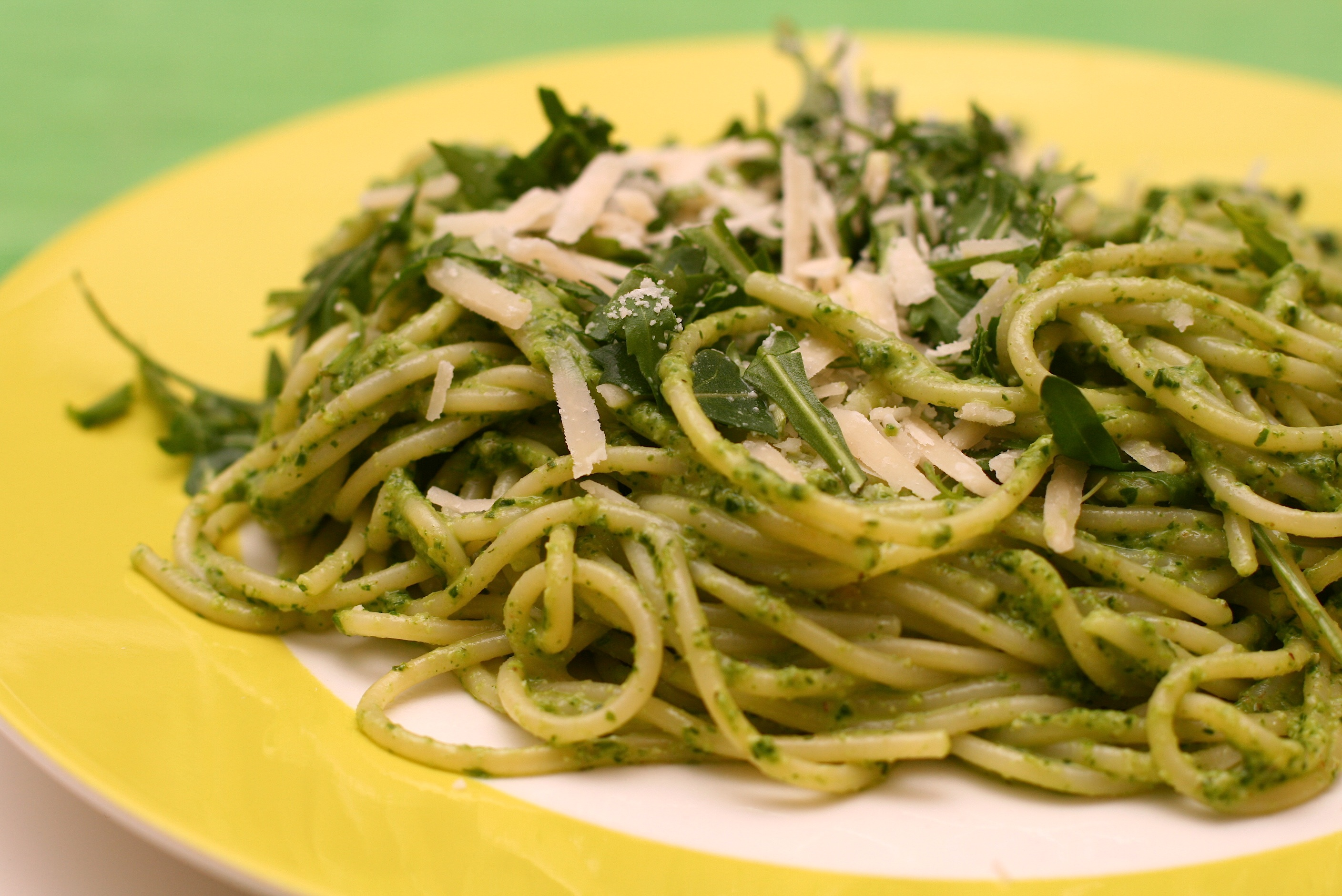
Món mì ống vớt xốt pesto-rau rocket, quả óc chó, tỏi, dầu ô liu, parmesan